# Boremșciîna, Liuboml
Boremșciîna (în ucraineană Боре́мщина) este un sat în comuna Pidhorodne din raionul Liuboml, regiunea Volînia, Ucraina.

## Demografie
Componența lingvistică a localității Boremșciîna
     Ucraineană (96,77%)
     Rusă (3,23%)
Conform recensământului din 2001, majoritatea populației localității Boremșciîna era vorbitoare de ucraineană (96,77%), existând în minoritate și vorbitori de rusă (3,23%).